# Мечеть Крушиняни
Мечеть Крушиняни — дерев'яна мечеть, розташована в селі Крушиняни в Підляському воєводстві, Польща. Це найстаріша татарська мечеть, побудована за планом прямокутника 10 на 13 метрів .

## Історія
Село Крушиняни було передане королем Яном III Собеським татарам, які брали участь на боці Речі Посполитої у війні проти Османської імперії. Після поселення татарського населення татари побудували мечеть, про яку вперше згадується в документі, датованому 1717 роком. Нинішня мечеть, швидше за все, була побудована у другій половині вісімнадцятого століття або в першій половині дев'ятнадцятого століття (точна дата будівництва будівлі невідома) на місці колишньої мечеті . У 1846 році в будівлі відбувся ремонт, відомості про який знаходяться на кам'яній дошці біля входу для жінок.
Після Другої світової війни територія була заселена репатріантами та мусульманами з сучасної Білорусі. У 2008 році за фінансування Міністерства культури та національної спадщини дерев'яну будівлю обладнали системою безпеки.
Село Крушиняни було визнане однією із офіційних національних історичних пам'яток Польщі (Pomnik historii) 20 листопада 2012 року. Його перелік ведеться Національною комісією зі спадщини Польщі.
У 2014 під час сплеску ісламофобських нападів у Польщі стіна мечеті була зіпсована малюнком свині, а сусіднє кладовище було зневажено жорстокими графіті.

## Опис мечеті
Дерев'яна споруда темно-зеленого кольору, зовні нагадує костел. Всередині приміщенні застелене коврами, на стінах вибиті цитати з священної книги Коран.
1. ↑  http://www.nid.pl/pl/Informacje_ogolne/Zabytki_w_Polsce/Pomniki_historii/Lista_miejsc/miejsce.php?ID=1185
2. ↑  Rejestr Zabytków (PDF). NID. Архів оригіналу (PDF) за 21 вересня 2013. Процитовано 11 березня 2016.
3. ↑  Meczet w Kruszynianach. Kruszyniany. Архів оригіналу за 29 серпня 2020. Процитовано 11 березня 2016.
4. ↑  Dz.U. 2012 poz. 1275. Sejm. Архів оригіналу за 12 березня 2016. Процитовано 11 березня 2016.
5. ↑  Narkowicz, Kasia, and Konrad Pędziwiatr. «From unproblematic to contentious: mosques in Poland.» Journal of Ethnic and Migration Studies 43.3 (2017): 441—457. [Архівовано 7 вересня 2019 у Wayback Machine.] quote: Yet perhaps the most devastating — not in scale but in symbolism — was the 2014 attack on the seventeenth-century Tatar mosque in Kruszyniany. A pig was drawn on the outside wall of the green wooden mosque and abusive graffiti was sprayed on the graves of the adjacent Muslim cemetery. The Tatars, having lived in Poland for several hundred years without experiencing hostility, were deeply affected by this unprecedented rise in Islamophobic attacks. This incident showed that, in the context of an unprecedented rise in Islamophobia, all Muslims are targeted through attacks on their places of worship, whether they have lived in Poland for centuries or just a few years.